# 李伯重
李伯重（1949年—），男，云南昆明人，中国经济史学家。被认为是加州学派代表人物之一。现为清华大学历史系教授、博士生导师。

## 生平
1949年出生于云南省昆明市，父为李埏。1978年考入厦门大学，1982年获历史学硕士学位，1985年获历史学博士学位，导师傅衣凌。1985年至1993年在浙江省社会科学院历史研究所工作。1993年至1998年任中国社会科学院经济研究所研究员。1998年开始在清华大学工作，2000年至2003年任清华大学经济学研究所副所长，2003年至2006年任清华历史系主任兼思想文化研究所所长。

## 著作

### 专著
- 《北宋方腊起义》（署名：千里，与延之合著），昆明：云南人民出版社，1975年
- 《唐代江南农业的发展》，北京：农业出版社，1990年
- 《Agricultural Development in the Yangzi Delta, 1620-1850》，英国麦克米兰出版公司（The Macmillan Presss Ltd., Houndmills, England） 与美国圣马丁出版公司（St. Martin’s Press, Inc. , New York, USA）。中译本（《江南农业的发展，1620—1850年》），王湘云译，上海古籍出版社，2006年
- 《江南的早期工业化，1550－1850》，北京：社会科学文献出版社，2000年。《江南的早期工业化（1550-1850）（修订版）》（当代中国人文大系），北京：中国人民大学出版社，2010年5月
- 《发展与制约：明清江南生产力研究》，台北：联经出版事业公司，2002年
- 《理论、方法与发展趋势：中国经济史研究新探》，北京：清华大学出版社，2002年。有韩文版
- 《多视角看历史：南宋后期至清代中期的江南经济》，北京：三联书店，2002年
- 《千里史学文存》，杭州：杭州出版社，2004年
- 《唐代江南农业的发展》，北京：北京大学出版社，2009年2月；
- 《中国的早期近代经济：1820年代华亭-娄县地区GDP研究》（中华学术文库），北京：中华书局，2010年8月。

### 译著
译著《转变的中国：历史变迁与欧洲经验的局限》（王国斌著，与连琳琳合译），南京：江苏人民出版社，1998年

### 编著
与周生春共同主编《江南的城市工业与地方文化（960－1850年）》，北京：清华大学出版社，2004年